# Henrik, greve af Monpezat
 Ikke at forveksle med Prins Henrik (1934-2018).